# Johannes Hämmerle
Johannes Hämmerle (Dornbirn, 1975) is een Oostenrijks klavecimbelspeler en organist.

## Levensloop
Hämmerle studeerde aan het Muziekconservatorium van Wenen: orgel bij Michael Radulescu, klavecimbel bij Gordon Murray, alsook kerkmuziek.
Hij behaalde de Vijfde prijs tijdens het internationaal klavecimbelconcours in het kader van het Festival Musica Antiqua in Brugge en was ook laureaat in de orgelwedstrijd van Odense in 2004.
Tijdens zijn studententijd was hij tweede organist op het historische Sieberorgel van de Michaelerkirche in Wenen en tevens lesgever in de Afdeling Oude Muziek van het Weense conservatorium.
In 2001 werd hij docent klavecimbel en orgel aan het Vorarlberger Landeskonservatorium in Feldkirch. Vanaf 2007 leidde hij er de afdeling klavierinstrumenten. Sinds 2009 leidt hij de klavecimbelklas aan de Hogeschool voor kerkmuziek en muziekpedagogie in Regensburg. 
Tijdens zijn studententijd al werd hij ingehuurd als solist en continuospeler door diverse ensembles voor Oude muziek. Dit bracht mee dat hij speelde in het Bachfestival in Leipzig, de Händel-Festspiele in Halle, de Ambraser Schlosskonzerte, het Festival oude Muziek in Praag, de Karintische Zomer, de Oude-muziekdagen in Regensburg en in de Wiener Musikverein. 
Als solist trad hij onder andere op in Graz, tijdens het Orgelfest St. Michael in Wenen, het Festival Symfonische Orgelkunst in Dornbirn en op het Brucknerorgel St. Florian. 
In 2007 werd Johannes Hämmerle tot Domorganist aan de Nicolaaskerk in Feldkirch benoemd.

## Discografie
Hämmerle maakte verschillende opnamen onder de merken cpo, Pan-Classics en ORF – Edition Alte Musik. 